# Chodasiewicze
Chodasiewicze (błr. Ходасавічы; ros. Ходосовичи) – wieś na Białorusi, w rejonie rohaczowskim obwodu homelskiego, około 13 km na północ od Żłobina i około 10 km na południowy wschód od Rohaczowa, na lewym brzegu Dniepru.

## Historia
Pierwotna nazwa wsi to Junczewicze. Mieszkała tam rodzina Chodasiewiczów h. Dołęga. Wieś należała do powiatu rzeczyckiego. Pierwszym znanym właścicielem Junczewicz był 1528 roku Jarmoła, syn Chodasa, ziemianina mińskiego. Jego wnuk Krzysztof przeszedł około 1590 roku na katolicyzm. W nieznanych okolicznościach w okresie między 1664 a 1780 rokiem majątek nie znajdował się w rękach Chodasiewiczów. Po I rozbiorze Polski znalazł się na terenie Imperium Rosyjskiego. W 1780 roku Józef Chodasiewcz ponownie stał się właścicielem Chodasiewicz. Za udział w powstaniu styczniowym jego wnuka Jana majątek został skonfiskowany albo wzięty w sekwestr, a Jan został na 20 lat zesłany na Sybir. Po powrocie z zesłania w 1883 roku Jan odzyskał majątek, który wkrótce dostał w spadku jego syn Adolf, ostatni właściciel Chodasiewcz. 
Od 1917 Chodasiewicze znalazły się w ZSRR, w 1930 roku utworzono tu kołchoz.
Majątek w Chodasiewiczach jest opisany w 1. tomie Dziejów rezydencji na dawnych kresach Rzeczypospolitej Romana Aftanazego.

## Dawne zabytki
Józef Chodasiewicz wybudował tu w latach 1780–1784 niewielki, parterowy, murowany dwór. W latach 50. XIX wieku dwór został znacznie rozbudowany: od strony ogrodu dwór stał się dwukondygnacyjny, dodano rozbudowane skrzydła. Wnętrza otrzymały niemal pałacowy wystrój. Dwór stał pośrodku ogromnego, 40-hektarowego parku. Wystrój wnętrza ocalał mimo zsyłki Jana, ponieważ jego żona Helena pozostała z dziećmi w sąsiednim majątku (Tursk Sianożęckich), zabrawszy ze sobą wszystkie cenniejsze rzeczy.